# YoungBoy Never Broke Again
Kentrell DeSean Gaulden (Baton Rouge, Luisiana, 20 de octubre de 1999), conocido por su nombre artístico YoungBoy Never Broke Again o NBA YoungBoy, es un rapero estadounidense.
Entre 2015 y 2017, Gaulden lanzó ocho mixtapes independientes y se ganó un culto a través de su trabajo. A finales de 2017, Gaulden firmó con Atlantic Records, quien distribuyó dos mixtapes adicionales. En enero de 2018, Gaulden lanzó el sencillo "Outside Today", que alcanzó el puesto 31 en la lista Billboard Hot 100. La canción fue el sencillo principal de su álbum de estudio de debut, Until Death Call My Name (2018), que alcanzó el puesto número 7 en el Billboard 200 de EE. UU. Sus siguientes sencillos incluyeron "Valuable Pain", "Slime Belief" y "Genie".

## Primeros años
Kentrell Gaulden nació el 20 de octubre de 1999 en Baton Rouge, Louisiana. Gaulden se rompió el cuello mientras luchaba cuando era un niño, y la lesión requirió un aparato ortopédico para la cabeza hasta que la columna sanara. El aparato le dejó cicatrices permanentes en la frente. Gaulden fue criado principalmente por su abuela materna debido a que su padre fue sentenciado a 55 años de prisión. Abandonó el noveno grado y le dijo a su madre que quería concentrarse en su carrera musical y pronto fue arrestado por robo y enviado a un centro de detención en Tallulah, Luisiana. Mientras estuvo allí, comenzó a escribir letras para su proyecto debut.
Después de ser liberado del centro de detención, la abuela de Gaulden murió de insuficiencia cardíaca y Gaulden se mudó con su amigo y compañero rapero de Baton Rouge, NBA 3Three (también conocido como OG 3Three). Luego, los dos usaron actos delictivos para comenzar a pagar el tiempo en el estudio.

## Carrera
Gaulden comenzó a producir música con un micrófono que compró en Walmart cuando tenía catorce años. Lanzó su primer mixtape, Life Before Fame en 2015. Siguió una serie de otros mixtapes, incluidos Mind of a Menace, Mind of a Menace 2 y Before I Go. Gaulden llamó la atención con su mixtape de octubre de 2016, 38 Baby, que incluía a otros nativos de Baton Rouge, Boosie Badazz, Kevin Gates y los raperos Stroke Tha Don y NBA 3Three. Una semana después, Gaulden lanzó otro mixtape titulado Mind of a Menace 3 el 4 de noviembre de 2016. El rápido ascenso de Gaulden a la popularidad también podría atribuirse a su "carne de rap canción por canción" con el rapero de Baton Rouge Scotty Cain en diciembre de 2015 , en el que canciones de ambos raperos incluían amenazas de muerte. Aunque nunca hubo violencia real entre los dos raperos de Baton Rouge, su enemistad atrajo mucha atención.
En diciembre de 2016, Gaulden fue arrestado en Austin, Texas bajo sospecha de intento de asesinato en primer grado en relación con un presunto tiroteo desde un vehículo. Mientras estaba en la cárcel en East Baton Rouge Parish, Luisiana, Gaulden lanzó dos mixtapes Before I Go: Reloaded y Mind of a Menace 3: Reloaded, incluidos "Win or Lose", "Don't Matter", "Don't Matter" y "Too Much". Gaulden fue liberado de prisión en mayo de 2017 después de aceptar un acuerdo de culpabilidad y pagar una fianza. Una semana después de salir de prisión, Gaulden lanzó el sencillo "Untouchable".
En julio de 2017, Gaulden lanzó un video de su canción, "41", que incluía cameos de artistas notables como Meek Mill, Young Thug, 21 Savage, Boosie Badazz y Yo Gotti. El 3 de agosto de 2017, lanzó su mixtape, A.I. YoungBoy, que se ubicó en el puesto 24 en el Billboard 200. El sencillo, "Untouchable", alcanzó el puesto 95 en el Billboard Hot 100. El segundo sencillo del proyecto, "No Smoke", alcanzó el puesto 61 en el Billboard Hot 100. También en agosto de 2017, Gaulden anunció el A.I. Gira YoungBoy.
Gaulden anunció su primer álbum de estudio, Until Death Call My Name en enero de 2018, poco después de firmar un acuerdo de empresa conjunta con Atlantic Records. El álbum fue lanzado el 27 de abril de 2018. Lanzó el sencillo "Outside Today" el 6 de enero de 2018. La canción se convirtió en la canción más alta de Gaulden, alcanzando el puesto 31 en el Billboard Hot 100. A pesar de ser arrestado en febrero de 2018, Gaulden prometió un nuevo mixtape.
En enero de 2019, Gaulden estuvo en la lista de los mejores artistas musicales de YouTube en los Estados Unidos durante las 101 semanas anteriores, lo que lo convirtió en el músico más visto en todos los géneros. Esto se debió principalmente en parte a su consistencia en lanzar música de manera regular y exclusiva en YouTube. También fue el noveno artista más vendido en las listas de mitad de año de Billboard de 2019 y el séptimo entre los diez mejores artistas clasificados por transmisiones de audio a pedido sin abandonar un proyecto en los primeros seis meses de 2019.
El 4 de octubre de 2019, YoungBoy lanzó la canción "Bandit", con el rapero Juice Wrld, lanzada como la última canción nueva de Juice Wrld como artista principal antes de su muerte. La canción alcanzó el número 10 en el Billboard Hot 100 de los Estados Unidos, convirtiéndose en el sencillo de mayor audiencia de NBA Youngboy.
El 10 de octubre de 2019, Gaulden lanzó su mixtape AI YoungBoy 2, marcando su primer proyecto desde Realer de 2018. El mixtape es una secuela de AI Youngboy, su éxito en 2017, y presenta 18 canciones, incluida la canción lanzada anteriormente "Slime Mentality". Gaulden pudo obtener su primer álbum número uno en el Billboard 200 porque el álbum había acumulado 144.7 millones de transmisiones de audio bajo demanda durante su primera semana, convirtiéndose en uno de los diez debuts de transmisión más grandes de 2019.
En febrero de 2020, YoungBoy lanzó su mixtape, Still Flexin, Still Steppin. Debutó en el número dos en el Billboard 200 de los Estados Unidos, convirtiéndose en su segundo álbum con mayores rankings después de su álbum número uno en 2019. El 24 de abril de 2020, NBA YoungBoy lanzó el mixtape 38 Baby 2, debutando en el número uno en el Billboard 200. A lo largo de 2020, NBA YoungBoy ha lanzado y presentado varias colaboraciones, incluidas "Need It" de Migos, Trillionaire de Future y "One Shot" asistida por Lil Baby, desde el mixtape Road hasta Fast 9 de la película Fast 9.
El 20 de agosto de 2020, YoungBoy anunció el lanzamiento de un nuevo álbum titulado Top, que fue lanzado el 11 de septiembre. Incluye los sencillos de las listas Hot 100 "All In", "Kacey Talk" y "My Window" con Lil Wayne. El álbum debutó en el número uno en el Billboard 200 y se convirtió en su tercer álbum número uno en menos de un año.

## Vida personal
Gaulden es padre de doce hijos, con nueve mujeres diferentes. En junio de 2018, declaró que "Baby K" no es biológicamente su hijo. Dos de sus hijos, Kayden y Kacey, aparecieron en el video de su sencillo, "Kacey Talk".
En un perfil de 2017 para The Fader, Gaulden nombró a Kamron como uno de sus hijos. Kamron nació en julio de 2016 de Starr Thigpen, pocas semanas después de Kayden. Sin embargo, una prueba de ADN confirmó más tarde que él no era el padre biológico.

## Asuntos legales
En noviembre de 2016, los alguaciles estadounidenses arrestaron a Gaulden antes de un concierto en Austin, Texas, acusándolo de saltar de un vehículo y abrir fuego contra un grupo de personas en una calle del sur de Baton Rouge. Gaulden fue acusado de dos cargos de intento de asesinato. Gaulden estuvo en la cárcel desde diciembre de 2016 hasta agosto de 2017 por intento de asesinato en primer grado. Hablando sobre su encarcelamiento, dijo: "No creo que realmente apunten, pero si tienes un nombre, ellos saben quién eres, haces algo, ellos vendrán a buscarte, y con quien estés y lo que sea que hagan. , eres responsable de eso solo porque tienes el nombre más grande. Así es como funciona esa mierda". Enfrentando dos cargos de intento de asesinato en primer grado, se declaró culpable de un cargo reducido de asalto agravado con arma de fuego. El 23 de agosto de 2017, fue sentenciado a una pena de prisión de 10 años con suspensión y tres años de libertad condicional activa.
Gaulden fue arrestado antes de un concierto en el club nocturno The Moon en Tallahassee el 25 de febrero de 2018. Gaulden tenía una orden judicial en el estado de Georgia por presuntamente cometer asalto, violaciones de armas y secuestro. Las imágenes de vigilancia del hotel se filtraron poco después de su arresto y mostraban a Gaulden agrediendo a alguien. El 15 de marzo de 2018, fue liberado de prisión con una fianza de $ 75,000.
Gaulden estaba en libertad condicional debido a un tiroteo ocurrido en Miami que lo involucró a él y a su novia, matando a un hombre inocente, que violó su libertad condicional y estuvo encarcelado durante tres meses. Se le pidió que cumpliera un período de prueba durante 14 meses. El 13 de diciembre de 2019, el juez terminó oficialmente la libertad condicional de Gaulden por dos cargos de intento de asesinato. Actualmente vive en Los Ángeles y se encuentra en un acuerdo de culpabilidad por el caso que tiene contra su exnovia Jania.
El 28 de septiembre de 2020, Gaulden estaba entre las 16 personas arrestadas en Baton Rouge, Luisiana por varios cargos, incluida la distribución y fabricación de drogas y la posesión de armas de fuego robadas. Su abogado negó cualquier culpabilidad, afirmando que "no había indicios de que tuviera armas o drogas en el momento del arresto". Cuando surgió la noticia de su arresto, Gaulden eliminó todas sus redes sociales, incluidas sus cuentas de Instagram y Twitter.
El 22 de marzo de 2021, Gaulden fue arrestado por agentes federales que ejecutaban una orden federal. Los oficiales intentaron detener un vehículo con Gaulden dentro para cumplir la orden cuando Gaulden despegó a pie. Después de una búsqueda que involucró el uso de un K9, Gaulden fue encontrado y registrado por cargos penales federales.

## Cultura popular
- Tras su arresto en 2021 una foto de la ficha policial de Gaulden salió a la luz, lo que dio lugar a un movimiento en las redes sociales, en el cual muchos usuarios de Twitter editaron dicha imagen con referencias a películas, series, videojuegos e incluso otros artistas del género y la usaron de foto de perfil. Estos usuarios, que frecuentaban mucho los ámbitos del hip hop y baloncesto en las redes sociales, hicieron que esta tendencia se viralizara y gracias a esto Kentrell, que ya era muy exitoso, tuvo y sigue teniendo una forma de promoción totalmente orgánica y gratuita, lo que impulsó su carrera musical aun más lejos y le consiguió muchos seguidores fieles.

## Discografía
Álbumes de estudio
- 2018: Until Death Call My Name
- 2020: Top
- 2021: Sincerely, Kentrell
- 2022: The Last Slimetto
- 2023: I Rest My Case
- 2024: Don't Try This at Home

Álbumes recopilatorios
- 2018: 4Respect 4Freedom 4Loyalty 4WhatImportant
- 2022: Lost Files

EPs
- 2018: 4Respect
- 2018: 4Freedom
- 2018: 4Loyalty

Mixtapes
- 2015: Life Before Fame
- 2015: Mind of a Menace
- 2016: Mind of a Menace 2
- 2016: Before I Go
- 2016: 38 Baby
- 2016: Mind of a Menace 3
- 2017: AI YoungBoy
- 2017: Ain't Too Long
- 2018: Master the Day of Judgement
- 2018: Decided
- 2018: Realer
- 2019: AI YoungBoy 2
- 2020: Still Flexin, Still Steppin
- 2020: 38 Baby 2
- 2020: Until I Return
- 2022: Colors
- 2022: Realer 2
- 2022: 3800 Degrees
- 2022: Ma' I got a Family
- 2023: Richest Opp
- 2023: Decided 2

Álbumes recopilatorios
- 2018: 4Respect 4Freedom 4Loyalty 4WhatImportant
- 2022: Lost Files

Mixtapes Colaborativas
- 2017: Fed Baby's (con Moneybagg Yo)
- 2018: Kane & O-Dog (con VL Deck)
- 2020: Nobody Safe (con Rich the Kid)
- 2021: From the Bayou (con Birdman)
- 2022: Better than You (con DaBaby)
- 2022: 3860 (con Quando Rondo)